# Загор'я (Пожеревицька волость, поблизу Горушки)
Загор'я (рос. Загорье) — присілок в Дєдовицькому районі Псковської області Російської Федерації.
Населення становить 20 осіб. Входить до складу муніципального утворення Пожеревицька волость.

## Історія
Від 2015 року входить до складу муніципального утворення Пожеревицька волость.

## Населення
| 2001 | 2002 | 2010 |
| ---- | ---- | ---- |
| 17   | ↘15  | ↗20  |